# Стуйка (Люблінське воєводство)
Стуйка (пол. Stójka) — село в Польщі, у гміні Чемерники Радинського повіту Люблінського воєводства.
Населення — 251 особа (2011).
У 1975-1998 роках село належало до Білопідляського воєводства.

## Демографія
Демографічна структура станом на 31 березня 2011 року:
|          | Загалом | Допрацездатний вік | Працездатний вік | Постпрацездатний вік |
| -------- | ------- | ------------------ | ---------------- | -------------------- |
| Чоловіки | 123     | 20                 | 92               | 11                   |
| Жінки    | 128     | 31                 | 69               | 28                   |
| Разом    | 251     | 51                 | 161              | 39                   |